# Judex
Judex és una pel·lícula policíaca franco-italiana dirigida el 1963 per Georges Franju basada en el serial francès amb el mateix nom del 1916 de Louis Feuillade, relacionat amb les aventures de l'heroi d'historietes Judex. Fou protagonitzada per Channing Pollock com Judex / Vallieres, Edith Scob com Jacqueline i Francine Bergé com Diana.

## Sinopsi
La trama gira sobre el banquer Favraux, qui rep una nota amenaçadora de Judex exigint-li la devolució dels diners a la gent que ha estafat. Més tard és drogat per Judex i tancat a distància. Mentrestant, l'ex governant, Diana, segresta Jacqueline per intentar obtenir els diners del banquer.

## Repartiment
- Channing Pollock - Judex/Vallieres
- Édith Scob - Jacqueline
- Francine Bergé - Diana
- Jacques Jouanneau - Cocantin
- Théo Sarapo - Morales
- Sylva Koscina - Daisy
- René Génin - Pierre Kerjean

## Producció

### Desenvolupament
La producció de Judex es va produir per casualitat. L'escriptor francès Francis Lacassin escrivia un article sobre pel·lícules franceses i, mentre feia investigacions, el director de producció el va acostar amb la idea d'una pel·lícula, quan va suggerir fer una pel·lícula sobre Judex. El guió va arribar a Jacques Champreux qui era el net del creador original de Judex, Louis Feuillade.
Jacques Champreux havia estat fan del director Georges Franju i li va demanar que fes la pel·lícula, qui va acceptar tot i que tenia més ganes de fer un remake de Fantômas. Georges Franju no estava gaire interessat en el personatge o la història original de Judex, afirmant que "Judex és l'única pel·lícula de Louis Feuillade que no és bon Louis Feuillade", però volia recrear la pel·lícula a l'estil del cinema francès antic que li recordava la seva infantesa. La idea de Jacques Champreux per a la pel·lícula era combinar l'estil cinematogràfic de Georges Franju amb els elements de la història original de Judex i començar a escriure el guió tenint-ho en compte. Jacques Champreux i Georges Franju van obrir la pel·lícula amb un ball de disfresses on tothom portava màscares d'animals. Aquesta escena està influenciada pel dibuixant francès J.J. Grandville, que representava a les persones amb caps d'animals i ocells.

### Càsting
Channing Pollock, que era un evocador famós en cercles de cabaret, va fer el paper de Judex. Pollock havia estat anteriorment en diverses pel·lícules i els productors secundaris van voler convertir-lo en una estrella de tipus Rudolph Valentino. Georges Franju i Jacques Champreux van convertir el seu personatge en un personatge màgic més que en un "dispensador de justícia". Moltes actrius van ser pensades per al paper de Diana Monti, originalment interpretada per Musidora al Judex de Feuillade. Franju i Champreaux volien que algú que "semblés bo fins i tot a fosques" i originalment desitjaven tenir Brigitte Bardot com a Diana Monti perquè excités els seus productors. Després de veure Les Abysses al Festival Internacional de Cinema de Canes van escollir Francine Bergé qui també interpretava el paper de Michele a la pel·lícula. Franju va escollir Édith Scob com a Jacqueline, qui havia treballat amb ell prèviament a Les Yeux sans visage i Thérèse Desqueyroux.

## Estrena i recepció
Judex fou estrenada el 4 de desembre de 1963 a França. La recepció general dels crítics francesos a Judex va ser bastant positiva, i la majoria dels crítics van aplaudir l'homenatge al serial original de pel·lícules mudes, tot i notant els problemes que van sorgir amb l'aproximació excessivament conscient a l'estil i l'atmosfera. Un crític de L'Express va escriure que la pel·lícula era "pur entreteniment, pur encant, un èxit total". mentre que un altre de Les Nouvelles littéraires va dir que el ritme de la pel·lícula era "mandrós" i la direcció de la pel·lícula "no clàssica, per no dir laboriosa". Claude Mauriac de Le Figaro littéraire van escriure que la pel·lícula no deixava que el públic es relacionés amb l'acció, ja que va s'esforçava en atreure'ls a la "bellesa plàstica" de la pel·lícula. La pel·lícula també va rebre una crítica generalment positiva als Estats Units. Variety va escriure una crítica positiva afirmant que la pel·lícula era "... un homenatge reeixit a les sèries cinematogràfiques franceses dels primers dies muts ... [la pel·lícula] no envia aquesta forma de fotografia, sinó que capta la seva senzillesa essencial, aventura i innocència." Time també va escriure una crítica positiva afirmant que "Judex té massa encant i gravetat amb clau baixa per ser sorollosament divertida, però el director Franju sembla content de despertar un gust minoritari." The New York Times va escriure una ressenya negativa, afirmant que Judex "pateix diverses afliccions, una de les quals és l'ambigüitat. És difícil saber si Georges Franju, que la va fer, vol que ens en riem o ens la prenguem seriosament."
L'acollida moderna ha estat generalment positiva. Jonathan Rosenbaum del Chicago Reader va escriure que Judex era "una de les millors característiques del període mitjà de Franju". Time Out va escriure que la pel·lícula és "excel·lentment elegant" i que és un "homenatge agradable a les fantasies d'aventura de Louis Feuillade".